# Françoise Hildesheimer
Pour les articles homonymes, voir Hildesheimer.
Françoise Hildesheimer, née en 1949, est une archiviste et historienne française.

## Biographie
Fille d'Ernest Hildesheimer, archiviste et historien de Nice et de la Côte d'Azur, Françoise Hildesheimer étudie à l'École nationale des chartes, où elle rédige une thèse sur l'histoire de Nice au XVIIe siècle (1974),.
Docteur en histoire (1979), elle est conservateur général du patrimoine aux Archives nationales et professeur associée à l'université Paris 1 Panthéon-Sorbonne. Elle dispense également des cours à l'ICES.
De 1981 à 1985, elle est secrétaire générale du Comité français des sciences historiques. En 2007, elle préside la Société de l'histoire de France.
Elle a été rédactrice en chef de la revue Histoire et Archives, éditée de 1997 à 2007.
En 2018, elle collabore à l'émission Secrets d'Histoire consacrée à Marie de Médicis, intitulée Marie de Médicis ou l'obsession du pouvoir diffusée le 19 juillet 2018 sur France 2.

## Travaux
Ses recherches ont porté sur diverses thématiques : histoire de Nice, histoire des maladies et des épidémies, histoire religieuse, histoire politique. Elle est une spécialiste reconnue de Richelieu, sur qui elle a publié une biographie et dont elle a édité les œuvres.
Elle mène également une réflexion professionnelle sur les archives. En 2022, elle a fait une incursion monographique dans l'histoire politique et religieuse de la Révolution française, avec une biographie de l'abbé Grégoire.

## Publications
- Le Bureau de la santé de Marseille sous l'Ancien régime. Le renfermement de la contagion, Marseille, Fédération historique de Provence, 1980.
- Les Diocèses de Nice et de Monaco, Paris, Beauchesne, 1984 (dir.).
- Les Archives, pourquoi ? comment ? La recherche aujourd'hui dans les archives en France, Paris, Éditions de l'Érudit, 1984.
- Notre-Dame-de-la-Garde, Marseille, J. Laffitte, 1985.
- Richelieu, une certaine idée de l'État, Paris, Publisud, 1985.
- La Vie à Nice au XVIIe siècle, Paris, Publisud, 1988.
- Foi chrétienne et milieux maritimes (XVe – XXe siècles), actes du colloque, Paris, Collège de France, 23-25 septembre 1987, Paris, Publisud, 1989.
- Les archives privées. Le traitement des archives personnelles, familiales, associatives, Paris, Christian, 1990.
- La Terreur et la pitié. L'Ancien régime à l'épreuve de la peste, Paris, Publisud, 1990.
- L'assistance hospitalière en France, Paris, Publisud, 1992 (en collab.).
- Le Jansénisme en France aux XVIIe et XVIIIe siècles, Paris, Publisud, 1992.
- Le jansénisme : l'histoire et l'héritage, Paris, Desclée de Brouwer, 1992.
- Fléaux et société. De la Grande Peste au choléra (XIVe – XIXe siècle), Paris : Hachette supérieur, 1993.
- Introduction à l'histoire, Paris, Hachette, 1994.
- édition de Richelieu, Testament politique de Richelieu, Paris, Société de l'histoire de France, 1995.
- L'histoire religieuse, Paris, Publisud, 1996.
- Les archives de France, mémoire de l'histoire, Paris, Honoré Champion, 1997.
- Du Siècle d'or au Grand Siècle : l'État en France et en Espagne, XVIe – XVIIe siècle, Flammarion, coll. « Champs. Université : histoire », 2000, 355 p. (ISBN 978-2-0808-3017-3).
- Relectures de Richelieu, Paris, Publisud, coll. « La France au fil des siècles », 2000, 273 p. (ISBN 978-2-86600-690-7, BNF 37622041, présentation en ligne).
- édition de Richelieu, Œuvres théologiques. Tome I, Traité de la perfection du chrétien, Paris, Honoré Champion, 2002 (en collab.).
- L'épargne sous l'Ancien Régime, Paris, Association pour l'histoire des caisses d'épargne, Economica, 2004 (dir.).
- Richelieu, Paris, Flammarion, coll. « Grandes biographies », 2004, 590 p. (ISBN 2-08-210290-4, présentation en ligne). Réédition : Richelieu, Paris, Flammarion, coll. « Grandes biographies », 2021, 596 p. (ISBN 978-2-08-024527-4, présentation en ligne).
- édition de Richelieu, Traité qui contient la méthode la plus facile et la plus assurée pour convertir ceux qui se sont séparés de l'Église (en collab.), Paris : H. Champion, 2005
- La double mort du roi Louis XIII, Flammarion, coll. « Au fil de l'histoire », 2007, 422 p. (ISBN 978-2-08-120308-2, présentation en ligne). Réédition : La double mort du roi Louis XIII, Flammarion, coll. « Champs. Histoire », 2011, 422 p., poche (ISBN 978-2-0812-6558-5).
- Monsieur Descartes. "La fable de la raison", Paris, Flammarion, 2010.
- Françoise Hildesheimer (dir.), Richelieu : de Luçon à La Rochelle (1618-1628). Études réunies à l'occasion du 20e anniversaire de l'association Sur les pas de Richelieu, La Roche-sur-Yon, Éditions du Centre vendéen de recherches historiques, 2018, 394 p. (ISBN 978-2-911253-86-7).
- (co-auteur) Monique Morgat-Bonnet, Parlement de Paris. Histoire d’un grand corps de l’État monarchique. XIIIe – XVIIIe siècle, Honoré Champion, 2018, 830 p. (ISBN 978-2-7453-4812-8)
- Richelieu : De Luçon à La Rochelle (1618-1628), Centre Vendéen de Recherches Historiques, 2018, 394 p. (ISBN 978-2-9112-5386-7).
- Richelieu, Flammarion, 2021 (4e éd.), 600 p. (ISBN 978-2-0802-4527-4).
- L'abbé Grégoire, une "tête de fer" en révolution, Paris, Éditions du Nouveau Monde, 2022, 411 p.

## Distinctions

### Décoration
- Chevalier de l'ordre national du Mérite
- Officier de l'ordre des Arts et des Lettres

### Prix
- Prix Gobert et prix Madeleine-Laurain-Portemer 2005 pour Richelieu[9].
- Prix des Ambassadeurs 2008 pour La Double Mort du roi Louis XIII.
- Prix des antiquités de la France (Académie des Inscriptions et Belles Lettres) et prix Malesherbes 2019 pour Le Parlement de Paris. Histoire d’un grand corps de l’État monarchique. XIIIe – XVIIIe siècle[10].